# Riera de Salo
La Riera de Salo és un curs fluvial del Bages que neix a la confluència de la Riera de Vallmanya i la Riera de Matamargó i desguassa per la dreta al Cardener a l'alçada de Valls de Torroella.

## Xarxa hidrogràfica
La xarxa hidrogràfica de la Riera de Salo (incloent-hi les xarxes hidrogràfiques de la Riera de Vallmanya i la de Matamargó està constituïda per 472 cursos fluvials que sumen una longitud total de 264,574 km.

### Distribució municipal
El conjunt de la xarxa hidrogràfica de la Riera de Salo transcorre pels següents termes municipals:
| Municipi            | Cursos o trams | Longitud que hi transcorre |
| ------------------- | -------------- | -------------------------- |
| Riner               | 10             | 7.110 m.                   |
| Sant Mateu de Bages | 90             | 71.368 m.                  |
| Pinós               | 377            | 182.298 m.                 |

### Taula de dades de síntesi

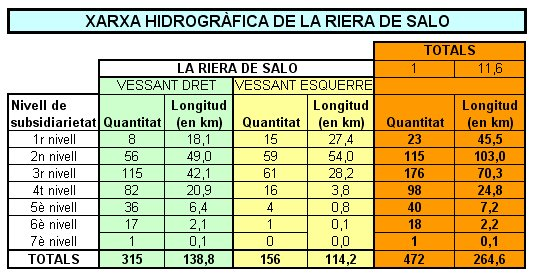
Taula amb les dades detallades